# Henry Shue
Henry Shue, amerikansk professor i statsvetenskap och internationella relationer. Han är kanske mest känd för sin bok om internationellt distributiv rättvisa, Basic Rights från 1980, och för att vara en av pionjärerna inom området internationell normativ teori. Hans nuvarande arbete fokuserar på de två huvudsakliga aspekterna hos krig: tillgripandet av krig, särskilt preventiva militära attacker; och krigets natur, särskilt bombandet av infrastruktur med flera funktioner, som elektricitetsgenererande byggnader.

## Tänkande

### Rättigheter
Den klassiska synen på rättigheter är att en rättighet implicerar att någon har en motsvarande skyldighet. Det omvända gäller dock inte. Det finns två slags rättigheter: negativa och positiva. Skiljelinjen är väldigt skarp och har moralisk betydelse och de negativa är mer fundamentala. Barn och djur kan inte ha rättigheter eftersom de inte kan ha skyldigheter. Även barmhärtighetsplikter saknar motsvarande rättigheter.
Henry Shue ifrågasatte allt detta i sin bok Basic Rights från 1980. Han menar att distinktionen inte går att upprätthålla, eftersom de både överlappar varandra och skillnaderna endast är obetydliga. Enligt Shue är det möjligt att undvika att kränka rätten till fysisk säkerhet, men att faktiskt skydda den kräver en mängd aktiva åtgärder, som exempelvis sociala garantier. Man kräver inte bara att bli lämnad ifred utan också att andra ska skydda en mot "standardhoten" (de sannolika hoten). Man kan beskriva Shues syn på rättigheter som att de är legitima anspråk på sociala garantier om skydd mot standardhoten. Den centrala kärnan i ovannämnda rättighet är negativ men detta förklarar inte uttömmande rättigheten.
Rätten till försörjning ses traditionellt som positiv. Men enligt Shue innehåller den även negativa inslag. Det kan ofta tillgodoses fullständigt utan att andra aktivt bidrar. Man betraktar, enligt Shue, den som möjligheten att försörja sig själv, det vill säga att andra inte hindrar en.
Han tar ett exempel med en bonde som ingår ett affärsavtal som får som konsekvens att alla andra i hans by nästan svälter ihjäl. Om byborna hade rättighet till försörjning så kränktes den i och med bondens avtal. Om en bybo skulle hävda sin rättighet inför bonden skulle han inte ha krävt något aktivt utan snarare en underlåtelse från bonden att förändra detta förhållande. Man kan alltså tala om att rättigheterna till försörjning kränkts utan att gå med på att några illvilliga motiv funnits.
Är då rätten till försörjning i exemplet, positiv i någon mening som rätten till fysisk säkerhet inte är? Nej, säger Shue. De institutioner och program som krävs för att tillfredsställa rättigheten skiljer sig inte från dem vad gäller den andra rättigheten. Shue förnekar att varje rättighet har endast en motsvarande skyldighet. En rättighet har tre korresponderande skyldigheter, både positiva och negativa: (1) Att undvika att rättighetsinnehavaren berövas det han har rätt att åtnjuta, (2) att skydda rättighetsinnehavarens rättigheter och (3) att hjälpa berövade rättighetsinnehavare.
Den första skyldigheten är en universell plikt som alla har gentemot alla. Den andra är en plikt att skydda människors säkerhet, och är endast vissas skyldighet, till exempel statens. Den tredje är en plikt att hjälpa berövade människor. Rätten till försörjning implicerar alltså tre korresponderande skyldigheter: att inte beröva människors försörjning, att skydda deras försörjning samt att hjälpa sådana som drabbats av det. 
Det är även möjligt att göra flera distinktioner i skyldighetsfältet: Om man kunde räkna med (1) skulle inte (2) behövas. (2) kan indelas i två typer: skyldighet att genomdriva (1) och motverkandet av institutioner som skapar incitament att bryta (1). (3) kan också indelas i tre slags rättighetsberövade personer: personer som man har ett särskilt ansvar för, offer för sociala misslyckanden och offer för naturkatastrofer. Detta är dock, betonar Shue, endast ett schema över genomtänkt användande av "rättigheter" och inte en absolut allomfattande definition på alla slags användanden av begreppet.

### Internationell distributiv rättvisa
- Basic Rights : Subsistence, Affluence, and U.S. Foreign Policy (PrincetonUniversity Press, 1980; 2nd ed., 1996).
- "The Burdens of Justice," Journal of Philosophy , 80:10 (1983), pp. 600-8.
- "Mediating Duties," Ethics , 98:4 (July 1988), pp. 687-704.
- "Solidarity among Strangers and the Right to Food," in World Hunger and Morality, 2nd edition, edited by William Aiken and Hugh LaFollette (Prentice Hall, 1996), pp. 113-32.
- "Global Accountability: Transnational Duties toward Economic Rights," in The Globalization of Human Rights , edited by Jean-Marc Coicaud and Michael Doyle (United Nations University Press, 2003), pp. 160-77.

### Klimatförändring och rättvisa
- "The Unavoidability of Justice," in The International Politics of the Environment : Actors, Interests, and Institutions , edited by Andrew Hurrell and Benedict Kingsbury (Oxford University Press, 1992), pp. 373-97.
- "Subsistence Emissions and Luxury Emissions," Law & Policy , 15:1 (January 1993), pp. 39-59.
- "Climate," in A Companion to Environmental Philosophy , edited by Dale Jamieson (Malden, Mass. and Oxford: Blackwell Publishers, 2001), pp. 449-59.
- "Equity," in Encyclopedia of Global Environmental Change , vol. 5: Social and Economic Dimensions of Global Environmental Change (John Wiley & Sons, 2002), pp. 279-83.
- "A Legacy of Danger: The Kyoto Protocol and Future Generations," in Globalisation and Equality , ed. by Keith Horton and Haig Patapan (Routledge, 2004), pp. 164-78
- "Responsibility to Future Generations and the Technological Transition," Global Warming : Interdisciplinary Perspectives , ed. by Walter Sinnott-Armstrong and Richard Howarth (Elsevier, forthcoming).

### Nationell suveränitet och rättvisa
- Boundaries : National Autonomy and Its Limits , co-edited with Peter G. Brown (Rowman and Littlefield, 1981).
- "Exporting Hazards," Ethics , 91:4 (July 1981), pp. 579-606; also in Boundaries , pp. 107-45 (slightly revised).
- The Border That Joins : Mexican Migrants and U.S. Responsibility , co-edited with Peter G. Brown (Rowman and Littlefield, 1982).
- "Eroding Sovereignty: The Advance of Principle," in The Morality of Nationalism , edited by Robert McKim and Jeff McMahan (Oxford University Press, 1997), pp. 340-59.
- "Let Whatever Is Smouldering Erupt?   Conditional Sovereignty, Reviewable Intervention, and Rwanda 1994," in Between Sovereignty and Global Governance : The State, Civil Society and the United Nations , edited by Albert Paolini, Anthony Jarvis, and Christian Reus-Smit (Macmillan, 1998), pp. 60-84.
- "Limiting Sovereignty," in Humanitarian Intervention and International Relations , ed. by Jennifer Welsh (Oxford: Oxford University Press, 2004)., pp. 11-28.

### Krig och rättvisa
- "Torture," Philosophy & Public Affairs , 7:2 (1977-78), pp. 124-43.   Reprinted in Torture : A Collection , edited by Sanford Levinson (Oxford University Press, 2004), pp. 47-60.
- Nuclear Deterrence and Moral Restraint : Critical Choices for American Strategy , ed. (Cambridge University Press, 1989).
- "Having It Both Ways: The Gradual Wrong Turn in American Strategy," in Nuclear Deterrence and Moral Restraint .
- "Rawls and the Outlaws," Politics, Philosophy & Economics , 1:3 (2002), pp. 307-23.
- "Limiting Attacks on Dual-Use Facilities Performing Indispensable Civilian Functions" (with David Wippman), Cornell International Law Journal , 35:3 (2002), pp. 559-79.
- "War," in The Oxford Handbook of Practical Ethics , edited by Hugh LaFollette (Oxford: Oxford University Press, 2003), pp. 734-61.
- "Bombing to Rescue? NATO's 1999 Bombing of Serbia," in Ethics and Foreign Intervention , ed. by Deen K. Chatterjee and Don E. Scheid (Cambridge University Press, 2003), pp. 97-117.
- "The Impossibility of Justifying Weapons of Mass Destruction," in Ethics and Weapons of Mass Destruction , ed. Sohail Hoshemi and Steven Lee (Cambridge University Press, 2004), pp. 139-42.
- "Preemption, Prevention, and Predation: Why the Bush Strategy Is Dangerous,"     Philosophic Exchange (2005).